# Каноиньяс
Каноиньяс (порт. Canoinhas) — муниципалитет в Бразилии, входит в штат Санта-Катарина. Составная часть мезорегиона Север штата Санта-Катарина. Входит в экономико-статистический  микрорегион Каноиньяс. Население составляет 53 094 человека на 2006 год. Занимает площадь 1145 км². Плотность населения — 46,4 чел./км².

## История
Город основан 12 сентября 1911 года.

## Статистика
- Валовой внутренний продукт на 2003 составляет 445.422.723,00 реалов (данные: Бразильский институт географии и статистики).
- Валовой внутренний продукт на душу населения на 2003 составляет 8.496,70 реалов (данные: Бразильский институт географии и статистики).
- Индекс развития человеческого потенциала на 2000 составляет 0,780 (данные: Программа развития ООН).

## География
Климат местности умеренный. В соответствии с классификацией Кёппена, климат относится к категории Cfb.